# پست-هاردکور
پُست-هاردکُور (انگلیسی: Post-hardcore) یکی از زیرگونه‌های موسیقی پانک راک است که از دل هاردکور پانک زاده شده اما با الهام‌گیری از سبک‌های پست-پانک و نویز راک تأکید بیشتری بر بیان خلاقانه دارد. این سبک از میانه تا اواخر دهه ۱۹۸۰ در آمریکا شکل گرفت. از پیشگامان سبک پست-هاردکور می‌توان گروه‌هایی نظیر فوگازی، بیگ بلک و جاوباکس را نام برد.